# Georgskirche (Krakau)
Die Georgskirche (polnisch Kościół św. Jerzego) war eine vorromanische Kirche auf dem Krakauer Wawel.

## Geschichte
Die Kirche wurde vor 992 von Mieszko I. gebaut und war eines der zahlreichen sakralen Gebäude auf dem Wawel. Im Jahr 1346 wurde die Kirche von Kasimir III. dem Großen im gotischen Stil ausgebaut. Nach den Teilungen Polens im 18. Jahrhundert kam Krakau an die Habsburger, die auf dem Wawel eine Kaserne einrichteten und für einen Exzerzierplatz 1802 zahlreiche Gebäude auf dem Wawel abrissen, darunter die Georgs- und die Michaelskirche.